# Embu-Guaçu
Embu-Guaçu – miasto i gmina w Brazylii, w stanie São Paulo. Znajduje się w mezoregionie Metropolitana de São Paulo i mikroregionie Itapecerica da Serra.